# Сянна

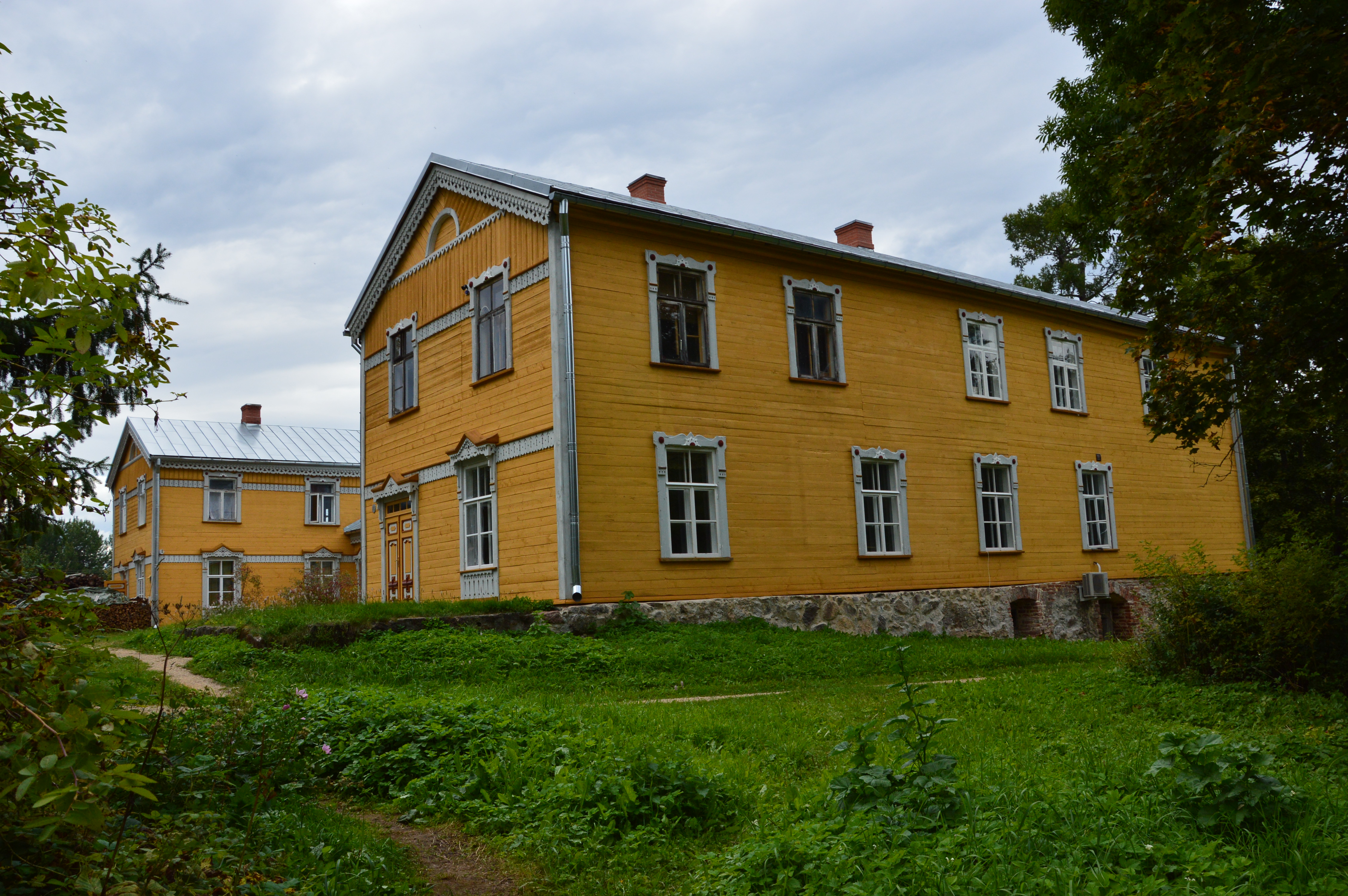
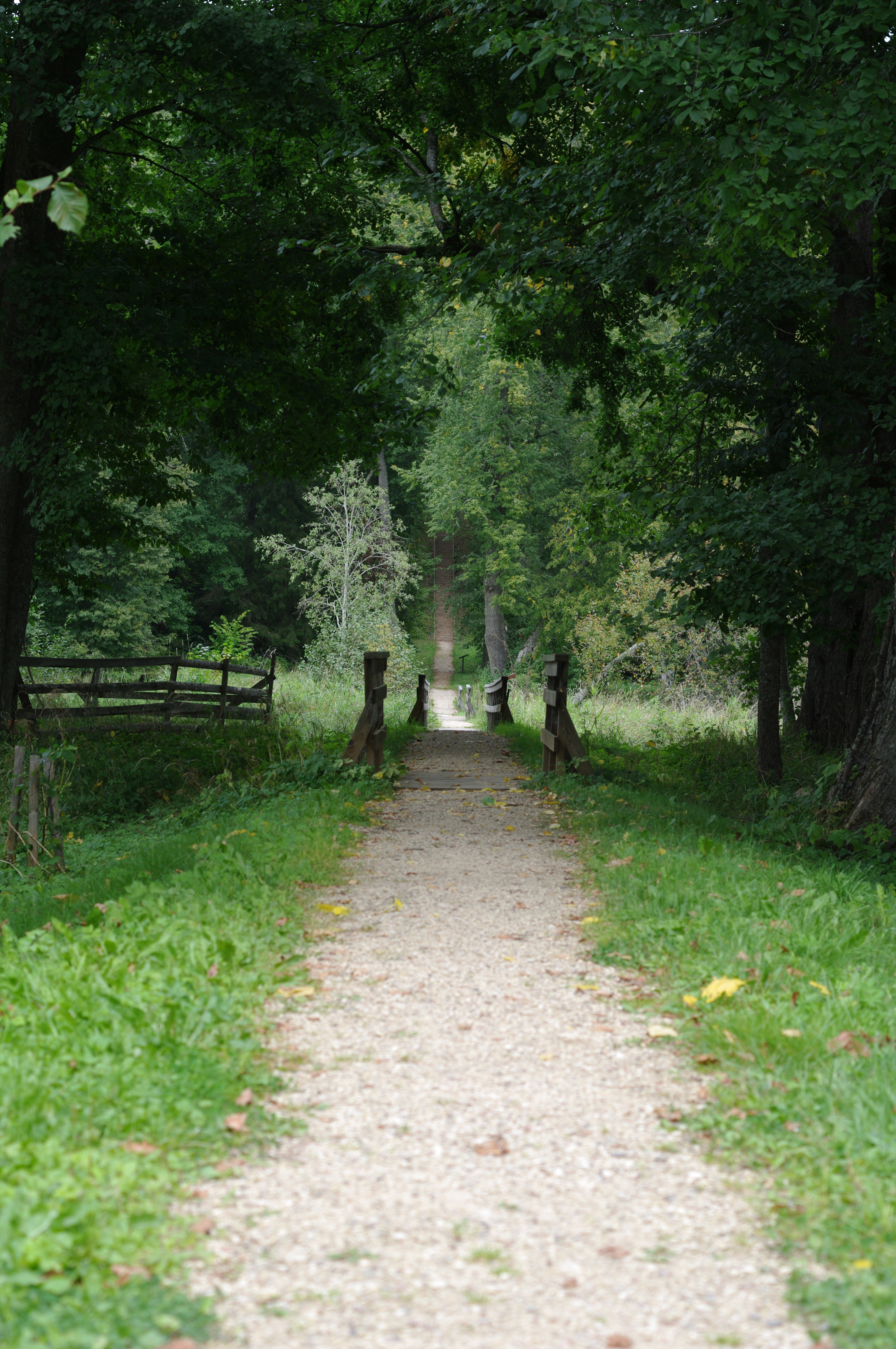
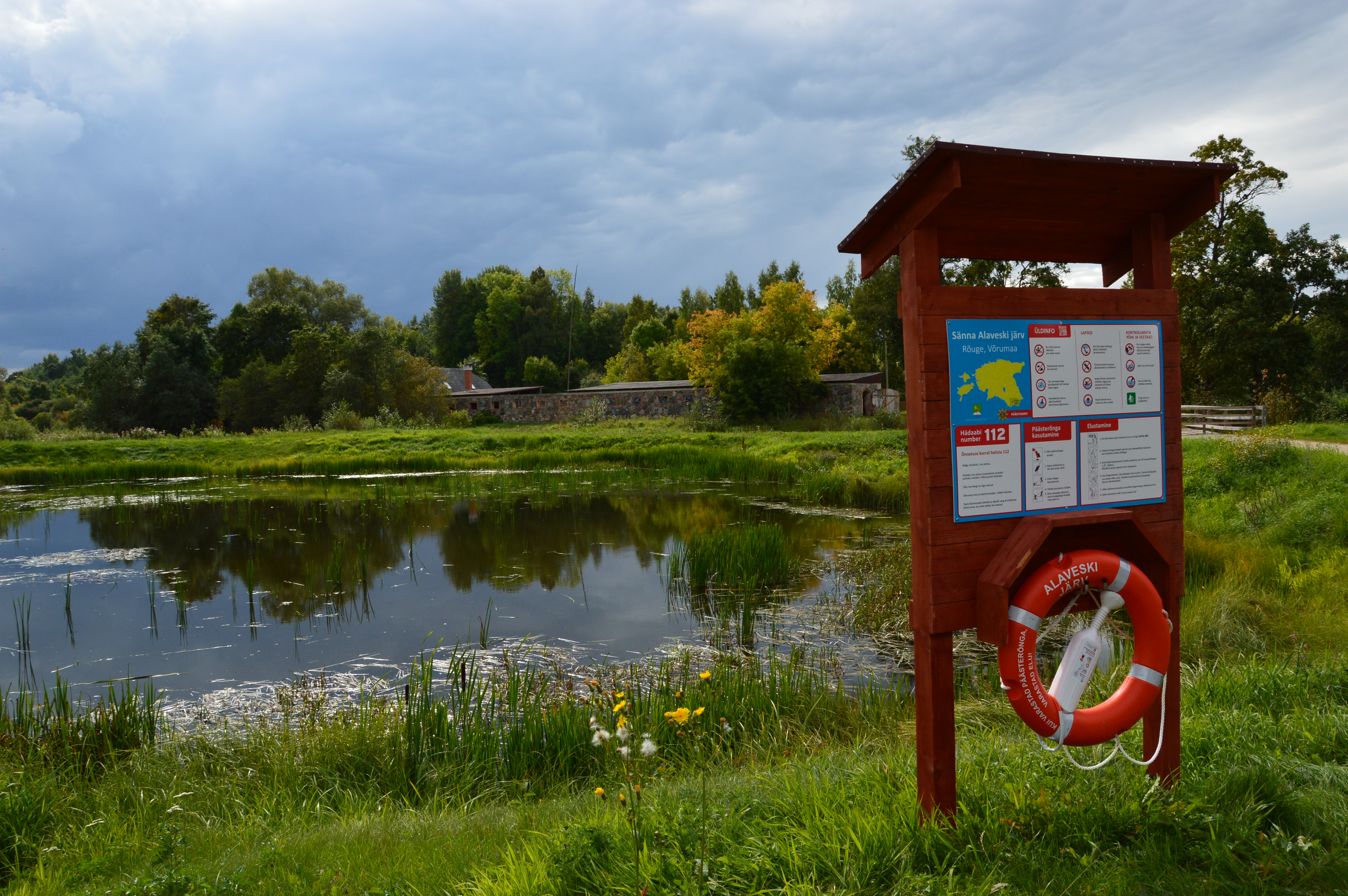
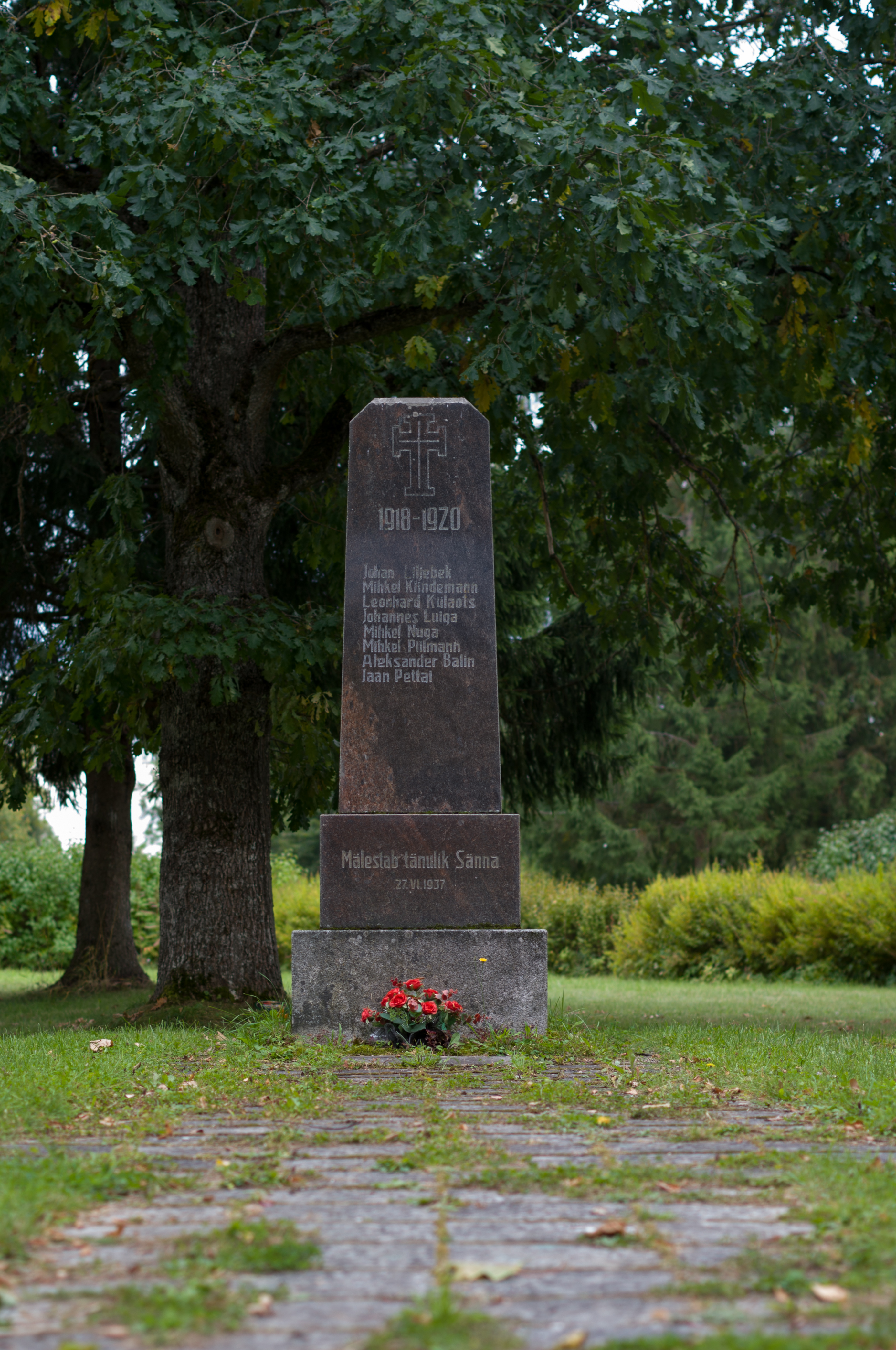

Сянна (ест. Sänna), також Сяння (ест. Sännä) — село в Естонії, входить до складу волості Риуге, повіту Вирумаа.

## Особи
В Сянні народився Юхан Яйк (1899—1948) — естонський письменник і журналіст.